# Andi Grünenfelder
Andreas Grünenfelder detto Andi (o Andy; Vilters, 17 settembre 1960) è un ex fondista svizzero.
È figlio dello sciatore alpino Georg, a sua volta sciatore di alto livello.

## Biografia
In Coppa del Mondo ottenne il primo risultato di rilievo il 24 gennaio 1982 a Brusson (18°) e l'unico podio il 17 marzo 1984 a Fairbanks (2°)
In carriera prese parte a due edizioni dei Giochi olimpici invernali, Sarajevo 1984 (11° nella 15 km, 19° nella 30 km, 6° nella 50 km, 5° nella staffetta) e Calgary 1988 (35° nella 15 km, non conclude la 30 km, 3° nella 50 km, 4° nella staffetta), e a tre dei Campionati mondiali (4° nella 50 km a Oberstdorf 1987 il miglior risultato).

## Palmarès

### Olimpiadi
- 1 medaglia:
  - 1 bronzo (50 km[2] a Calgary 1988)

### Coppa del Mondo
- Miglior piazzamento in classifica generale: 7º nel 1984
- 1 podio (individuale[3])[4]:
  - 1 secondo posto